# Lavanify
Lavanify – rodzaj ssaka żyjącego w kredzie późnej (prawdopodobnie w mastrychcie, około 71 do 66 milionów lat temu) na Madagaskarze. Wyróżnia się w nim pojedynczy gatunek, L. miolaka, znany z dwóch izolowanych zębów, z których jeden jest uszkodzony. Zęby te zebrano w latach 1995–1996 i opisano w 1997. Zwierzę zaliczono do grupy Gondwanatheria, enigmatycznej wymarłej grupy o niejasnych pokrewieństwach filogenetycznych. W obrębie Gondwanatheria umieszczono je do rodziny Sudamericidae. Lavanify jest najbliższym krewnym Bharattherium; nieco dalej spokrewnione z nim są południowoamerykańskie Sudamerica i Gondwanatherium. Gondwanatheria prawdopodobnie żywiły się twardym pokarmem roślinnym.
Lavanify cechował się zakrzywionymi zębami o wysokiej koronie. Jeden z dwóch znalezionych zębów ma 11,2 mm wysokości. Widnieje na nim głęboka bruzda, a w centrum korony znajduje się V-kształtny obszar zawierający zębinę. Drugi, uszkodzony ząb, ma 9,8 mm wysokości. Obejmuje przynajmniej jedno głębokie wydrążenie określane jako infundibulum. Cechy wspólne zębów Lavanify i Bharattherium obejmują obecność rzeczonego infundibulum i bruzdy, a także występowanie dużych, ciągłych pasm matriks niezwiązanych kryształów hydroksyapatytu szkliwa oraz przypominających perikymata falujących wypukłości i zagłębień na powierzchni szkliwa.

## Odkrycie
Zęby należące do Lavanify zostały odkryte w latach 1995–1996 podczas połączonych ekspedycji State University of New York, Stony Brook University i Uniwersytetu w Antananarywie badających późnokredową (w większości mastrychcką, a więc pochodzącą sprzed około 71 do 66 milionów lat) formację Maevarano na północnym zachodzie Madagaskaru. Dwa zęby znaleziono w różnych miejscach jednostki białego piaskowca formacji Maevarano w okolicy wsi Berivotra. Zostały złożone pośród zbiorów Uniwersytetu w Antananarywie (okaz UA 8653) oraz Muzeum Historii Naturalnej w Chicago (okaz FMNH PM 59520). David Krause i współpracownicy opisali Lavanify i innego przedstawiciela Sudamericidae pochodzącego z Indii, któremu nie nadali nazwy, w publikacji z 1997 w piśmie Nature. Były to pierwsze ssaki z grupy Gondwanatheria znalezione poza Argentyną. Dostarczyły one dowodów na to, że fauna ssaków na południowych kontynentach (gondwańskich) przypominała te spotykane na pozostałych. Nazwa rodzajowa Lavanify oznacza „długi ząb”, podczas gdy epitet gatunkowy miolaka oznacza „zakrzywiony”. Oba wyrazy pochodzą z języka malgaskiego i odnoszą się do kształtu zęba.
Gondwanatheria były niewielką grupą ssaków o niepewnej pozycji filogenetycznej. Znane są z okresu od kredy późnej do eocenu z kontynentów Gondwany, jedynie z zębów i kilku żuchw. Po ich odkryciu w latach osiemdziesiątych XX wieku Gondwanatheria początkowo uznano za należące do szczerbaków wraz z leniwcami, pancernikami i mrówkojadami. Jednakże późniejsze prace uznały podobieństwa z wieloguzkowcami, zróżnicowaną grupą zwierząt kopalnych, bądź też pozostawiły kwestię pokrewieństw Gondwanatheria otwartą. Grupa ta zawiera dwie rodziny. Jedna z nich, Ferugliotheriidae, obejmująca zwierzęta mające zęby o niskich koronach, pojawiła się w kampanie (około 84–71 milionów lat temu) i istniała do mastrychtu na terenie obecnej  Argentyny. Wszystkie pozostałe Gondwanatheria, w tym Lavanify, umieszcza się w rodzinie Sudamericidae, której członkowie posiadali zęby o wysokich koronach (hypsodontyzm). Zaliczają się do niej wedle Wilsona et al. (2007) Lavanify, dwa rodzaje znane z Argentyny: kampańsko-mastrychcki Gondwanatherium i paleoceński (około 66–56 milionów lat temu) Sudamerica, przynajmniej jeden gatunek z mastrychtu Indii, nienazwany jeszcze gatunek spokrewniony z Sudamerica eoceńskiej Antarktyki oraz również jeszcze nienazwany gatunek prawdopodobnie zaliczający się do Gondwanatheria – TNM 02067 z kredy Tanzanii. W 2007 zespoły G.P. Wilsona i G.V.R. Prasada niezależnie od siebie opisały to zwierzę jako odpowiednio Dakshina i Bharattherium. Jako że ta druga nazwa została wcześniej opublikowana, pozostaje poprawną nazwą rodzajową zgodnie z zasadą pierwszeństwa. Gondwanatheria uznano za zwierzęta żywiące się korzeniami, korą i twardą roślinnością lub za najwcześniejszych trawożerców wśród ssaków.
Kilka innych ssaków zachowało się w późnokredowych skałach Madagaskaru. W większości świadczą o nich pojedyncze zęby. Prawdopodobnie kolejnym przedstawicielem Gondwanatheria jest znalezisko reprezentowane przez ząb, większy i o niższej koronie, niż należący do Lavanify, i jeszcze jeden cechujący się niską koroną ząb, być może należący do Gondwanatheria. Dolny trzonowiec oznakowany jako UA 8699 należeć może do torbacza lub łożyskowca, a fragment trzonowca należy do wieloguzkowca. W końcu nieopisany jeszcze ssak zachował prawie kompletny szkielet. Żadne z tych zwierząt nie jest spokrewnione ze współczesnymi ssakami zamieszkującymi Madagaskar. Wiele z nich zalicza się do unikalnych grup. Fauna ta obejmuje również Crocodyliformes, dinozaury i inne zwierzęta.

## Morfologia
Lavanify znane jest z kompletnego zęba policzkowego oznakowanego jako UA 8653 oraz ułamanego zęba oznaczonego FMNH PM 59520. Krause i współpracownicy nie mogli ustalić, czy zęby te pochodzą z żuchwy, czy ze szczęki ani też, czy chodzi o zęby trzonowe czy też przypominające trzonowiec przedtrzonowce. Zasugerowali tylko, że reprezentują one dwie odrębne pozycje. Jednak Wilson i współpracownicy w 2007 wstępnie zidentyfikowali UA 8653 jako czwarty i ostatni dolny molariform po stronie lewej (mf4). Ponieważ nie można wiarygodnie odróżnić od siebie trzonowców i przedtrzonowców Gondwanatheria, zamiast tego używa się określenia molariform na zęby przypominające trzonowe. FMNH PM 59520 przypomina należącą do Gondwanatherium skamieniałość MACN Pv-RN 1027, ułamany ząb, który może być górnym molariform. Oba zęby Lavanify charakteryzują się powierzchnią szkliwa pokrytą perikymatą (podłużne wzniesienia i zagłębienia tworzące poprzeczny, falisty wzór).
Holotyp, UA 8653, jest hypsodontyczny i zakrzywiony. Mierzy 11,2 mm wysokości, z czego 85% przypada na koronę. Pozostałe dwa wymiary korony wynoszą 3,4 × 3,2 mm. Powierzchnia zgryzu jest zużyta, płaska, zawiera V-kształtną wyspę zębiny otoczoną przez szkliwo. Jeden z boków korony nie posiada szkliwa. Pomiędzy dwoma ramionami wspomnianej V-kształtnej powierzchni, na językowej (wewnętrznej) stronie zęba znajduje się bruzda wypełniona cementem, rozciągająca się na całą wielkość zęba. Obecność takiej długiej bruzdy odróżnia zwierzę od Gondwanatherium. Szkliwo budują niewielkie, okrągłe pryzmaty zbudowane z kolei z wiązek kryształów hydroksyapatytu. Pryzmaty te rozdzielają duże, ciągłe pasma istoty międzypryzmatycznej (IPM, chodzi o materiał leżący pomiędzy pryzmatami szkliwa).
FMNH PM 59520 mierzy z kolei 9,8 mm wysokości. W wielu aspektach przypomina UA 8653, cechuje go jednak mniejsze zakrzywienie, a jego powierzchnia zgryzu zawiera duże infundibulum (jamkę lejkowatego kształtu). Wypełnia je cement, a otacza szkliwo, penetrujące głęboko do wnętrza zęba. Występuje również i drugie wypełnione cementem infundibulum. Różnice w stopniu zakrzywienia i morfologii powierzchni zgryzu sugerują, że oba zęby reprezentują inne miejsca w jamie ustnej. Krause i współpracownicy wstępnie przypisali ten ząb do Lavanify, zwracając uwagę na znaczne zróżnicowanie zębów w obrębie pojedynczego gatunku obserwowane u innych Gondwanatheria, jak też na brak dowodu na przeciwny pogląd.

## Systematyka
Widoczny obok kladogram obrazuje pokrewieństwa pomiędzy przedstawicielami Gondwanatheria.
|  | Sudamerica                                                 |
|  |                                                            |
|  | \| \| Lavanify \| \| \| \| \| \| Bharattherium \| \| \| \| |
|  |                                                            |
|  | Lavanify                                                   |
|  |                                                            |
|  | Bharattherium                                              |
|  |                                                            |

|  | Lavanify      |
|  |               |
|  | Bharattherium |
|  |               |

|  | Sudamerica                                                 |
|  |                                                            |
|  | \| \| Lavanify \| \| \| \| \| \| Bharattherium \| \| \| \| |
|  |                                                            |
|  | Lavanify                                                   |
|  |                                                            |
|  | Bharattherium                                              |
|  |                                                            |

|  | Lavanify      |
|  |               |
|  | Bharattherium |
|  |               |

|  | Sudamerica                                                 |
|  |                                                            |
|  | \| \| Lavanify \| \| \| \| \| \| Bharattherium \| \| \| \| |
|  |                                                            |
|  | Lavanify                                                   |
|  |                                                            |
|  | Bharattherium                                              |
|  |                                                            |

|  | Lavanify      |
|  |               |
|  | Bharattherium |
|  |               |

|  | Sudamerica                                                 |
|  |                                                            |
|  | \| \| Lavanify \| \| \| \| \| \| Bharattherium \| \| \| \| |
|  |                                                            |
|  | Lavanify                                                   |
|  |                                                            |
|  | Bharattherium                                              |
|  |                                                            |

|  | Lavanify      |
|  |               |
|  | Bharattherium |
|  |               |

W oryginalnym opisie Krause i współpracownicy zasugerowali, że Lavanify jest najbliżej spokrewniony z nienazwanym jeszcze przedstawicielem Sudamericidae z Indii. Oparli oni swą propozycję na obecności u obu tych zwierząt wydatnych, ciągłych pasm substancji międzypryzmatycznej. Zespół Prasada i współpracowników, który nadał indyjskiemu reprezentantowi Gondwanatheria nazwę w 2007, zgodził się z tą propozycją. W swym opisie rodzaju Dakshina Wilson i współpracownicy dodali do dowodów na pokrewieństwo pomiędzy tymi rodzajami jeszcze obecność infundibulum i perikymata. Wymienione trzy cechy stanowią synapomorfie (zaawansowane ewolucyjnie cechy wspólne) kladu Bharattherium-Lavanify. Jego przedstawicieli łączy także obecność bruzdy jedynie na językowej powierzchni zębów. Nie jest jednak pewne, czy jest to cecha zaawansowana ewolucyjnie. Wilson i współpracownicy wyliczyli dwie autapomorfie (unikalne zaawansowane ewolucyjnie cechy) Lavanify: obecność V-kształtnej wyspy zębiny oraz nieobecność szkliwa na jednym z boków korony zęba. Prasad i współpracownicy, którzy nazwali Bharattherium, zauważyli jednak brak szkliwa na części korony zęba Bharattherium i uznali tę cechę jako synapomorfię łączącą opisany przez nich rodzaj i Lavanify. Wspomnieli także obecność bruzdy i lejkowatego zagłębienia jako cechy wspólne. 